# 置物

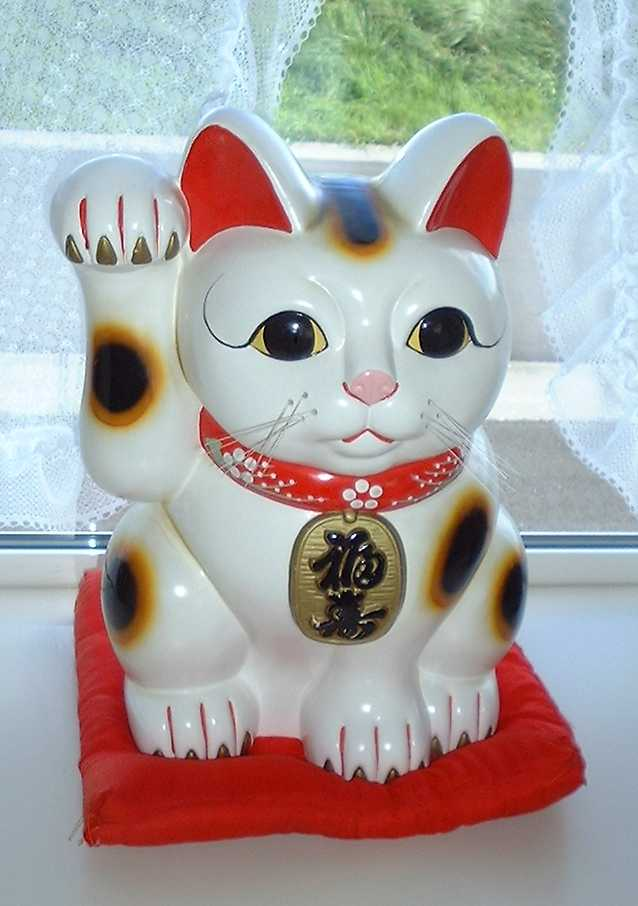
猫の置物。

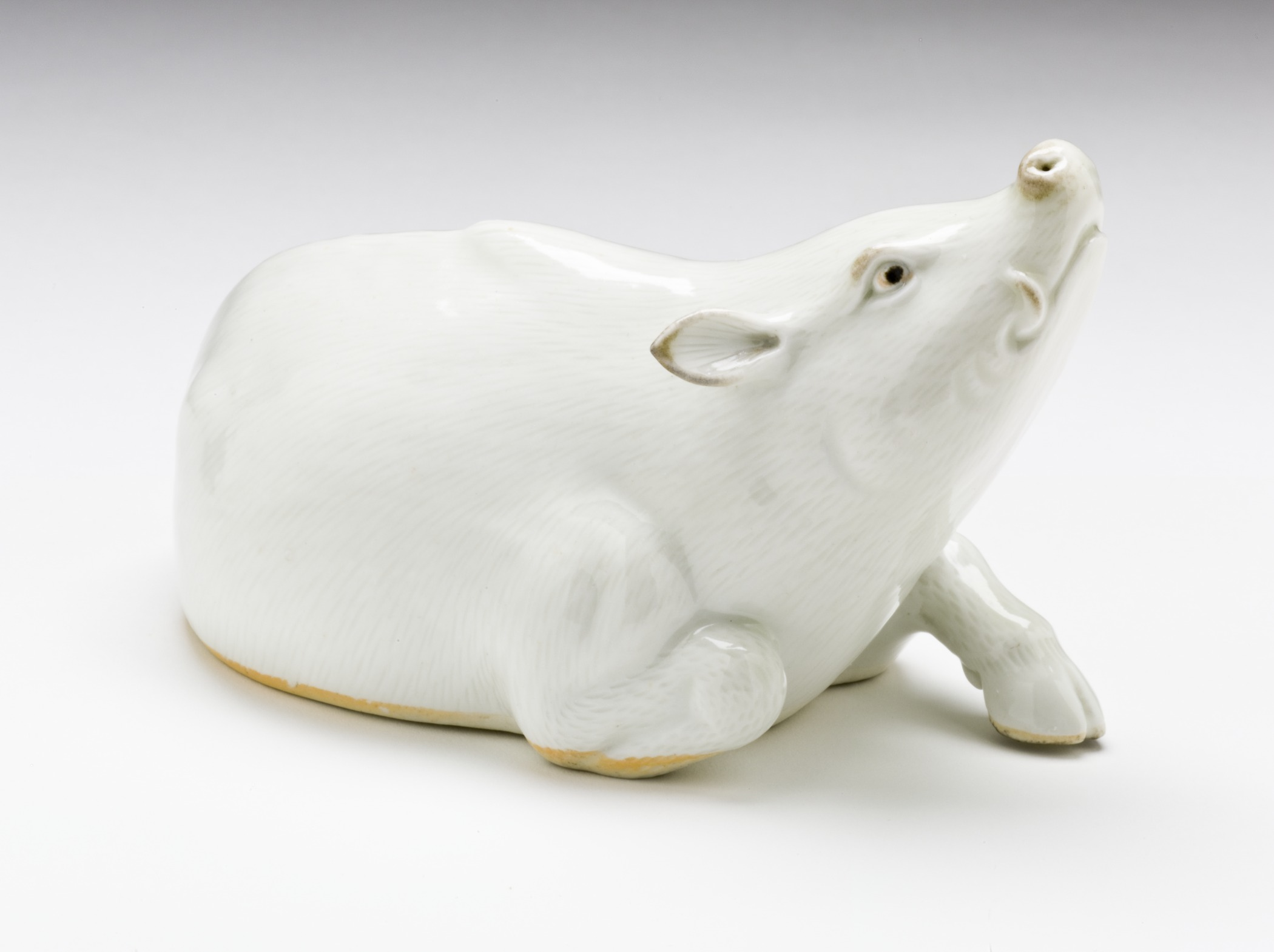
イノシシの置物。

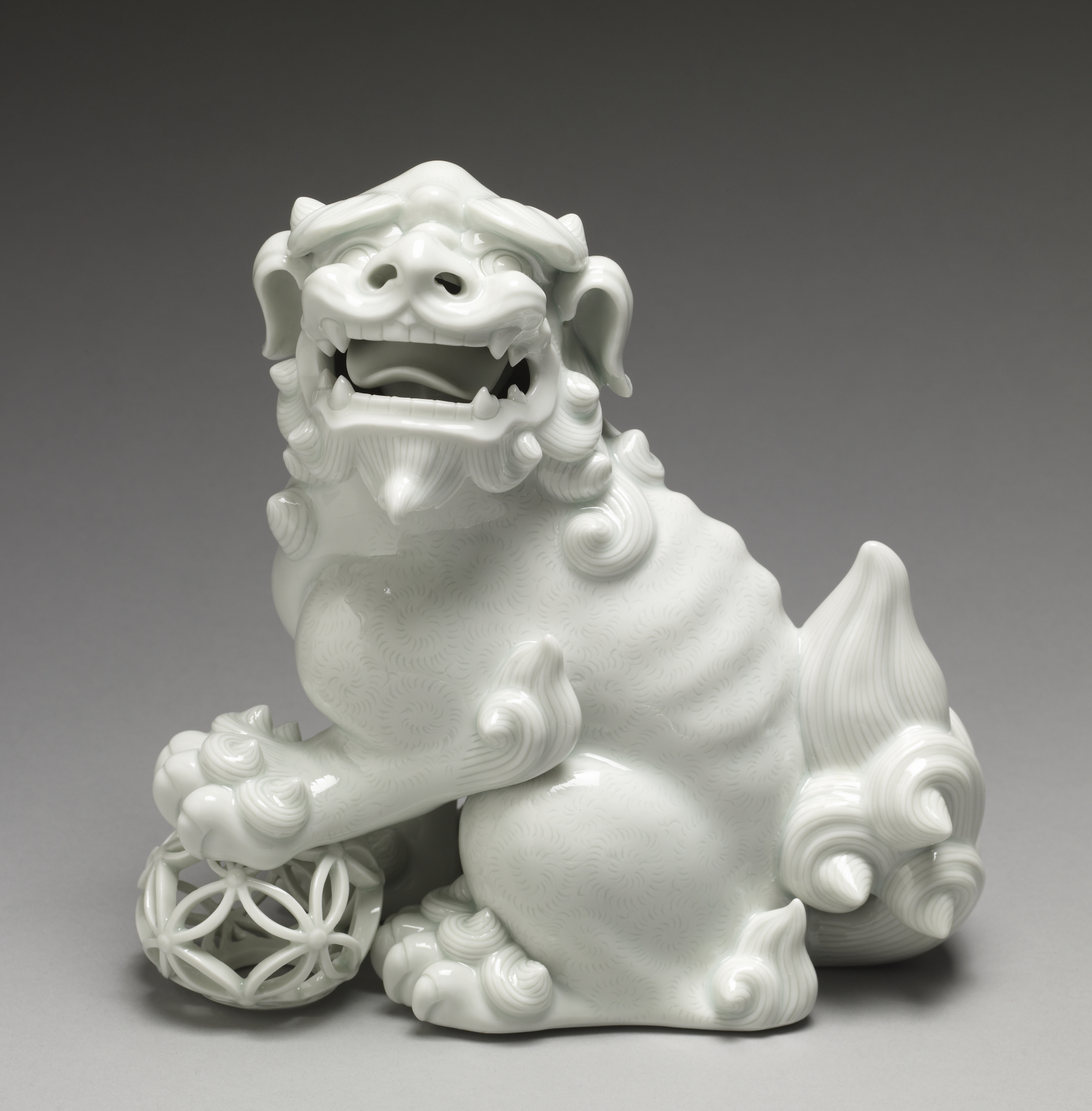
平戸焼の置物。

置物（おきもの、英語: Okimono）とは、「展示用の装飾」ないしは「装飾された物」を意味する日本語の語句である。床の間や仏壇に置かれることが多い。

## 語源
日本語の「置物」は、「ある位置にとどめておく」を意味する「置」の字と、「形のある対象」を意味する「物」の字とからできた熟語である。『オックスフォード英語辞典』は、日本語からの借用語としての「置物」を、「立った装飾や人形。特に、家の客間に置かれるものをいう」のように解説しており、最初の用例として、1886年のウィリアム・アンダーソンによるものを挙げている。